# Староуртаево
Староуртаево (баш. Иҫке Уртай) — село в Дюртюлинском районе Башкортостана, входит в состав Старобаишевского сельсовета. .

## Население
| 2002 | 2009 | 2010 |
| ---- | ---- | ---- |
| 336  | ↗360 | ↗396 |

Национальный состав
Согласно переписи 2002 года, преобладающая национальность — башкиры (87 %).

## Географическое положение
Расстояние до:
- районного центра (Дюртюли): 20 км,
- центра сельсовета (Старобаишево): 2 км,
- ближайшей ж/д станции (Уфа): 144 км.

## Известные уроженцы
- Давлетшин, Фаррах Давлетшинович (1887—1956) — поэт, фольклорист, классик башкирской литературы, народный сэсэн Башкирской АССР, член Союза писателей СССР.